# Relations entre l'Australie et la Chine
Les relations entre l'Australie et la Chine sont les relations bilatérales (en) existant entre la république populaire de Chine et l'Australie.

## Histoire

### Histoire récente
En juin 2015, un accord de libre-échange entre l'Australie et la Chine est signé entre les deux pays, accord qui entre en application en décembre 2015. Néanmoins, les années qui suivent sont marquées par une détérioration sensible des relations entre les deux pays.

#### Conflit commercial
Les autorités australiennes interdisent, en 2017, les dons financiers étrangers aux partis politiques, alors que 80% de ces derniers viennent de Chine. En août 2018, Huawei et ZTE sont interdits de fournir des équipements pour de la 5G, aux opérateurs téléphoniques en Australie, pour des raisons de sécurité nationale,.

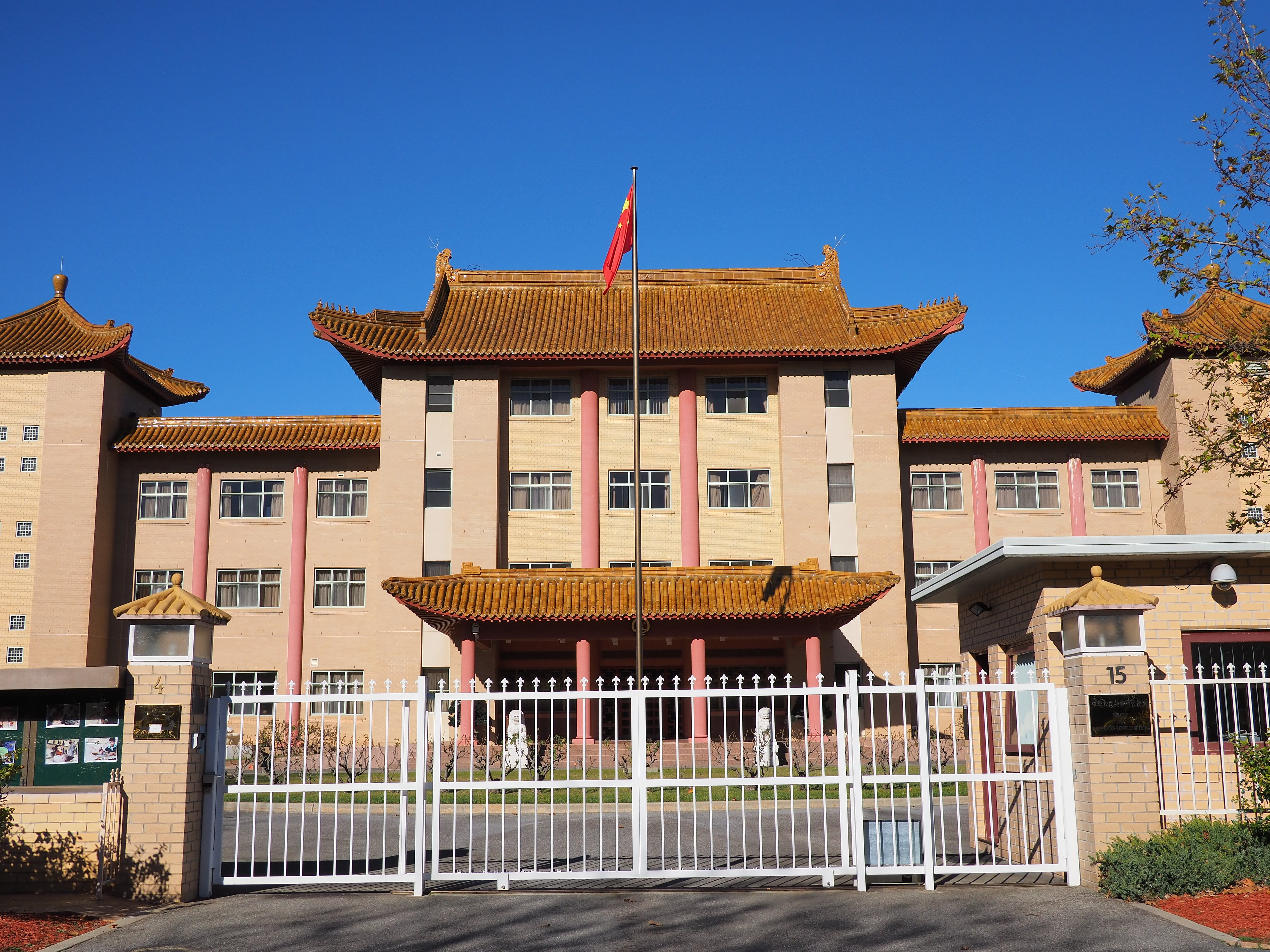
L'ambassade de Chine à Canberra

En mai 2020, le premier ministre australien Scott Morrison demande la création d'une enquête indépendante sur l’apparition du Covid-19 en Chine, demande ayant été très négativement reçue par la Chine. Cette demande a été renouvelée très officiellement par Scott Morrison durant un discours à l'Assemblée générale des Nations unies en septembre 2020.
En mai 2020, la Chine annonce l'augmentation de ses droits de douane sur l'orge venant d'Australie à un taux de 80,5 %, alors que la Chine est alors le principal acheteur de l'orge australien,,. Quelques jours avant, la Chine suspend ses importations de viandes bovines d'Australie.
En novembre 2020, la Chine annonce l'augmentation de ses droits de douane sur le vin australien à des taux compris entre 107 % et 212 %, en réponse l'Australie annonce poser un recours à l'OMC,.
Le même mois, une liste de 14 griefs est publiée par l'ambassade de Chine en Australie sur différents journaux australiens. Ces griefs concernent l'interdiction par les autorités australiennes des investissements chinois en 5G, le blocage d'une dizaine de projets d'investissements chinois en Australie, la demande par le Premier ministre Scott Morrison d'une enquête indépendante sur l’apparition du Covid-19, différentes prises de positions du gouvernement australiens sur Hong-Kong, Taïwan et le Xinjiang, etc.
En décembre 2020, la Chine annonce interdire l'importation de charbon venant l'Australie, décision en réalité prise entre mai et décembre 2020 par une série de mesures, qui a culminé en décembre par l'interdiction des vraquiers remplis de charbon australien d'appareiller en Chine,.
Également en décembre 2020, l'Australie saisit l'OMC concernant l'augmentation des droits de douane sur l'orge,.

#### Réchauffement commercial
En août 2023, la Chine annonce supprimer ses droits de douane supplémentaires de 80 % sur l'orge mis en place en décembre 2020.
En novembre 2023, l'Australie et la Chine décident de normaliser leurs relations diplomatiques et commerciales.
En mars 2024, la Chine annonce supprimer l'augmentation de ses droits de douane sur les vins australiens décidée en novembre 2020.

## Économie
Depuis 2007, la Chine est le premier partenaire commercial de l’Australie. En 2017, 30 % des exportations australiennes sont destinées à la Chine. Sont particulièrement concernés le secteur minier et l’industrie extractive.
En Australie, le tourisme (1,4 million de visiteurs annuels) et les échanges universitaires (30 % des étudiants étrangers sont chinois) ont connu un important développement entre 2005 et 2015.
Depuis 2015, le port de Darwin, capitale du Territoire du Nord, est sous pavillon chinois pour une concession de 99 ans. La société chinoise Landbridge, qui entretient des liens étroits avec l'armée chinoise selon les médias, a remporté un appel d'offres cette année-là pour exploiter le port dans le cadre d'un accord d'une valeur de 506 millions de dollars australiens (390 millions de dollars).